# 馮葆初
馮葆初（1868年—1923年），原名馮安祐。中华民國軍事將領。廣西橫州鎮西街人。

## 生平
幼年家貧，曾作牧童、佃农、治丧的居家道士。1912年成為廣西都督陸榮廷部下橫縣知事馬殿勛的門客，並透過馬介紹，認識了陸榮廷三太太馮氏，馮葆初與馮氏相談甚歡，聯宗，拜其為姊。陸榮廷因此提拔馮葆初，任命為附屬官，命其戡亂剿匪，馮機謀甚巧，招安了當時的土匪數百人，不費一槍一砲。因多次立功，逐漸提升軍銜，營長、團長，1919年升格為少將旅長。後發至沈鴻英部為旅長，鎮守於梧州。
1922年因沈鴻英被粵軍打敗，梧州孤立無援，馮葆初向粵軍投降，部隊被編為粵軍第三混成旅，歸李濟深節制，依舊鎮守於梧州。當時粤桂边防军第三支队司令黃紹竑有意吞併梧州擴充勢力，他獲孫中山委任為廣西討賊軍總指揮後，進駐鄰近梧州的蒼梧戎墟，假意與馮葆初結義。當時李濟深以馮葆初降又多機謀，對馮並不信任，故將梧州防務交予獲得孫中山委任的黃紹竑，馮歸黃管轄。
1923年黃紹竑假意為粵軍第一師第三團團長兼梧州軍警督察處處長鄧演達餞行，置鴻門宴邀馮葆初同飲，在酒席中將馮葆初拘拿，數日後槍殺於梧州塘基街。